# 柚之木原站
柚之木原站（日语：／ Yunokibaru eki */?）是位於佐賀縣多久市小侍，日本國有鐵道（國鐵）唐津線（貨物支線）的貨運車站（廢站）。

## 歷史
- 1903年（明治36年）4月18日：九州鐵道開設此站[1]。
- 1907年（明治40年）7月1日：九州鐵道被國有化（日语：鉄道国有法）[1]。
- 1967年（昭和42年）12月1日：隨著貨物支線被廢除，此站也變為廢站[1]。

## 相鄰車站
日本國有鐵道（國鐵）
唐津線（貨物支線）
多久－（貨）柚之木原

## 注腳
1. 1 2 3 4 5 6  石野哲 (编). . JTB. 1998: 722. ISBN 978-4-533-02980-6 （日语）.

## 相關項目
- 日本鐵路車站列表 Yu